# Erkenning van het Nedersaksisch in Nederland
De erkenning van het Nedersaksisch in Nederland betreft de officiële erkenning van het Nedersaksisch als regionale taal binnen Nederland. 

## Achtergrond
Het Nedersaksisch wordt gesproken in Noordoost-Nederland (met name in de provincies Groningen, Drenthe en Overijssel), maar ook in delen van Noord-Duitsland en Denemarken. Sinds 1996 is het Nedersaksisch erkend onder deel 2 van het Europees Handvest voor regionale talen of talen van minderheden. In 2018 werd het Convenant Nedersaksisch ondertekend, waarin betrokken overheden hebben afgesproken om zich in te spannen voor het behoud en de bevordering van het Nedersaksisch, zonder totstandkoming van nieuwe wet- en regelgeving. Dit convenant is echter niet in rechte afdwingbaar. In de praktijk ligt de beleidsverantwoordelijkheid voor het Nedersaksisch bij de decentrale overheden.

## Voorgeschiedenis
Tijdens de behandeling van de goedkeuringswet voor het Europees Handvest voor regionale talen of talen van minderheden in 1995 ontstond er in de Tweede Kamer een debat over de vraag of het Nedersaksisch moest worden gezien als dialect van het Nederlands. In aanloop naar het debat hadden meerdere decentrale overheden in het Nedersaksisch taalgebied verzoeken ingediend om het Nedersaksisch onder de werking van het Handvest te laten brengen. Uiteindelijk werd het Nedersaksisch erkend onder deel 2 van het Europees Handvest voor regionale talen of talen van minderheden. Nederland koos bij de goedkeuring van het Handvest voor een codificerende benadering (beschrijven wat al gebeurt) in plaats van een programmatische benadering, in tegenstelling tot Duitsland.

## Tijdlijn

### 1999-2001
In januari 1999 presenteerde men van Nederlandse zijde een eerste periodieke verslag aan de secretaris-generaal van de Raad van Europa. In eerste instantie werd er niet gerapporteerd over de deel II-talen. Uiteindelijk kwam de overheid met een addendum waarin specifieke informatie over de onder deel II vallende talen was opgenomen. Op 7 februari 2001 werd het evaluatierapport door de Commissie van Deskundigen officieel aangenomen. De commissie adviseerde dat de Nederlandse autoriteiten zouden moeten werken aan een samenhangende nationale strategie om de decentrale initiatieven te versterken en zo de verdere ontwikkeling en promotie van het Nedersaksisch te waarborgen. De evaluatie wees uit dat, in tegenstelling tot het Fries, er geen nationaal beleid was voor de bevordering van het Nedersaksisch. In het evaluatierapport van 2001 wordt ook opgemerkt dat er mogelijk een psychologische barrière bestond voor het gebruik van het Nedersaksisch in het onderwijs, voortkomend uit de van oudsher lage sociale status.

### 2003-2004

#### Gesprek van 3 november 2004
Op 3 november 2004 vond er een gesprek plaats tussen de toenmalige minister van Binnenlandse Zaken en Koninkrijksrelaties Johan Remkes, Gert-Jan Oplaat (toenmalig VVD-Kamerlid) en Henri Leverink over de opwaardering van het Nedersaksisch naar deel III van het Europees Handvest voor regionale talen of talen van minderheden. De provincie Overijssel had in december 2003, mede namens de andere provincies en gemeenten in het Nedersaksisch taalgebied, een verzoek gedaan tot opwaardering van het Nedersaksisch naar deel III van het Handvest. In de reactie aan de provincie Overijssel werd uiteengezet dat het standpunt van de Raad van Europa over de rapportage van Nederland uit 2003 eerst zou worden afgewacht. Op basis van het standpunt zou kunnen worden beoordeeld waar de eventuele tekortkomingen in beleid ten aanzien van het Nedersaksisch zouden zitten, en wat daarbij de rol van zowel de provincies als de rijksoverheid zou kunnen zijn. Ten tijde van het gesprek op 3 november 2004 was het evaluatierapport van de Commissie van Deskundigen uit 2004 reeds voorgelegd aan de Nederlandse regering, maar het rapport was nog niet openbaar. De commissie drong, net als in 2001, aan op een nationaal taalbeleid voor het Nedersaksisch, Limburgs, Jiddisch en Romanes. Dat onderwerp, waarvoor de primaire beleidsverantwoordelijkheid op nationaal niveau bij het Ministerie van Onderwijs, Cultuur en Wetenschap lag, werd als 'politiek gevoelig' aangemerkt, met name ten opzichte van het Nedersaksisch en Romanes. De bewindslieden van het Ministerie van Onderwijs, Cultuur en Wetenschap waren van oordeel dat de verantwoordelijkheid voor het Nedersaksisch en het Limburgs volledig bij de betrokken provincies lag, en dat er voor het Rijk geen aanvullende (financiële) taak was weggelegd. Op de gespreksnota voor het gesprek van 3 november 2004 werd door de minister van Binnenlandse Zaken en Koninkrijksrelaties het volgende aangetekend: 
"Nagaan of - zonder de Deel III-status direct toe te kennen, een soort II+ benadering zinnig is, waarbij de provincies "leading" zijn."

### 2005

#### Gesprek van 12 april 2005
Op 12 april 2005 was er een overleg tussen de toenmalige minister van Binnenlandse Zaken en Koninkrijksrelaties Johan Remkes, Gert-Jan Oplaat (toenmalig VVD-Kamerlid), Annie Schreijer-Pierik (toenmalig CDA-Kamerlid) en een delegatie van het Van Deinse Instituut over de opwaardering van het Nedersaksisch naar deel III van het Europees Handvest voor regionale talen of talen van minderheden. In aanloop naar het overleg op 12 april 2005 werd Johan Remkes geadviseerd om de gesprekspartners aan te raden rechtstreeks met de minister van Onderwijs, Cultuur en Wetenschap in dialoog te treden. Binnen het Ministerie van Onderwijs, Cultuur en Wetenschap was er namelijk zowel op ambtelijk als bestuurlijk niveau weinig bereidheid om het Nedersaksisch onder deel 3 van het Handvest te brengen. Er werd gesteld dat het merkwaardig zou zijn om aan de ene kant vast te stellen dat er nu al aan de verplichtingen onder deel III zou worden voldaan, terwijl de Raad van Europa juist stelde dat het onderwijs in het Nedersaksisch tekortschoot. Op het eerste gezicht leek het oordeel van de Raad van Europa met betrekking tot Nedersaksisch in het onderwijs ruimte te bieden voor intensivering van rijksbeleid. De minister van Onderwijs, Cultuur, en Wetenschap bood hier echter geen ruimte voor. In een brief aan de Raad van Europa had Johan Remkes namens de minister van Onderwijs, Cultuur en Wetenschap Maria van der Hoeven tot uitdrukking gebracht dat er geen rol was weggelegd voor de Rijksoverheid met betrekking tot onderwijs in het Nedersaksisch.

#### Brief namens de decentrale overheden
Op 15 juli 2005 stuurde de provincie Overijssel, mede namens de provincies Groningen, Drenthe, een deel van Gelderland, en de Friese gemeenten Ooststellingwerf en Weststellingwerf, een brief gestuurd aan de minister van Binnenlandse Zaken, de heer Johan Remkes, met het verzoek het Nedersaksisch te erkennen onder Deel III van het Europees Handvest voor regionale talen of talen van minderheden. De overheden benadrukten dat het Nedersaksisch erkenning verdiende op basis van de uitkomsten van een eerder uitgevoerd concretiseringsonderzoek. Dit onderzoek, uitgevoerd door drs. D.G.C. Vliegenthart, toonde aan dat lokaal al aan 39 bepalingen onder deel III van het Handvest werd voldaan. De overheden streefden naar beschermende maatregelen voor het Nedersaksisch, vergelijkbaar met de reeds onder deel III vallende talen, zoals het Fries in Nederland en het Nedersaksisch in delen van Duitsland. het beoogde doel van de erkenning was het bevorderen en beschermen van de streektaal, het versterken van de maatschappelijke participatie in het Nedersaksisch, en het vergroten van de acceptatie en waardering van de taal als volwaardig communicatiemiddel. Naar aanleiding van de brief reageerde de minister van Binnenlandse Zaken en Koninkrijksrelaties dat een gedachtenwisseling over het onderwerp pas na het najaar van 2025 zou kunnen plaatsvinden, omdat er eerst overleg nodig was met de Minister van Onderwijs, Cultuur en Wetenschap.

### 2006

#### Gesprek van 14 september
Op 14 september 2006 vond er een overleg plaats tussen de minister van Binnenlandse Zaken en Koninkrijksrelaties en het toenmalige VVD-Kamerlid Gert-Jan Oplaat over de status van het Nedersaksisch. In aanloop naar het overleg werd een nota opgesteld met het advies om afwijzend te staan tegenover opwaardering van het Nedersaksisch naar deel III van het Handvest. 
"Te veel eisen voor allerlei verschillende talen is in een klein land als Nederland niet werkbaar en daar is onvoldoende draagvlak voor."
In de nota werd verder gesteld dat erkenning onder deel III geen symbolische opwaardering is, en opnieuw instemming van het kabinet vereiste. Hiervoor was onvoldoende draagvlak op rijksniveau, terwijl er ook geen maatschappelijke noodzaak werd gezien. De Raad van Europa had in 2004 weliswaar aanbevolen om inspanningen te coördineren en te versterken, vooral op het gebied van onderwijs, maar minister Van der Hoeven voelde niets voor een landelijk taalbeleid. In een gesprek met Kamerlid Annie Schreijer-Pierik (eind maart 2006) had de minister dit standpunt nogmaals herhaald en wees ze erop dat scholen wel degelijk, bovenop het bestaande curriculum, streektaallessen kunnen aanbieden.

#### Petitie namens de provincies en gemeenten
Op 26 september 2006 dienden de provincies Groningen, Drenthe en Overijssel samen met de gemeenten Oost- en Weststellingwerf, een petitie in bij de vaste commissie voor Binnenlandse Zaken en Koninkrijksrelaties van de Tweede Kamer om te pleiten voor een hogere erkenning van het Nedersaksisch. In deze petitie werd opgeroepen tot formele toepassing van deel III van het Europees Handvest voor regionale talen of talen van minderheden op het Nedersaksisch.
Volgens de indieners voldeed de regio aan de vereiste minimumvoorwaarden voor deze opwaardering, onderbouwd met het onderzoek Koesteren van een cultureel erfgoed (Vliegenthart, 2003), waarin werd geconcludeerd dat aan 39 bepalingen van het Handvest werd voldaan, waar 35 bepalingen vereist waren. Daarnaast werd in de petitie gewezen op het belang van deel III voor expliciete afspraken over beleid, versterking van het imago van de taal, en de instelling van een Consultatief Orgaan voor het Nedersaksisch.
De petitie benadrukte dat het Nedersaksisch als vorm van culturele rijkdom actief beschermd diende te worden, en dat overheden het voortouw moesten nemen om deze taal levend te houden en haar over te dragen aan volgende generaties. De indieners hekelden daarnaast de terughoudende houding van de rijksoverheid, die volgens hen onnodige drempels opwierp door extra eisen te stellen aan draagvlak en beleid. De mogelijkheden van deel III werden daardoor onbenut gelaten.

### 2007

#### Mogelijke opening naar deel III
Naar aanleiding van de petitie van 26 september 2006 vond er op 5 juli 2007 een gesprek plaats tussen de toenmalige staatssecretaris van Binnenlandse Zaken en Koninkrijksrelaties, Ank Bijleveld, en een delegatie namens de Nedersaksische provincies, onder leiding van de Groningse gedeputeerde Hans Gerritsen. In aanloop naar dit gesprek was het advies aan de staatssecretaris om afwijzend te reageren op het verzoek voor erkenning onder deel III, omdat dit als "niet wenselijk en niet realistisch" werd beschouwd. De beleidsverantwoordelijkheid moest primair bij de decentrale overheden liggen. Men vreesde dat erkenning onder deel III zou leiden tot wijziging van wet- of regelgeving (aanpassing Awb om Nedersaksisch toelaatbaar te maken, Nedersaksisch toestaan bij het afleggen van de eed), vergelijkbaar met het Fries, en dat er onvoldoende maatschappelijk en politiek draagvlak voor was. Ook werd benadrukt dat het risico bestond dat erkenning onder deel III zou betekenen dat er steeds meer zou moeten worden erkend en gestimuleerd. Een soortgelijk verzoek voor het Limburgs werd na erkenning mogelijk geacht. Het werd echter als onwerkbaar gezien om voor het Nedersaksisch, en eventueel andere erkende regionale talen zoals het Limburgs, landelijk beleid te maken of nationale middelen in te zetten.
Tijdens het gesprek op 5 juli gaf staatssecretaris Bijleveld aan begrip te hebben voor de wens tot erkenning. Ze had zich in 1995 zelf ingezet voor de erkenning onder deel II, maar wees een opwaardering naar deel III af vanwege de juridische en administratieve lasten, het streven naar decentralisatie en het ontbreken van draagvlak voor landelijk beleid. De Nedersaksische vertegenwoordigers gaven aan, vooral erkenning te willen, niet noodzakelijkerwijs het 'Friese model', en stelden voor te onderzoeken hoe dit met minimale rijksinspanning kon.
De afspraak werd dat de Nedersaksische provincies zelf zouden onderzoeken hoe erkenning onder deel III mogelijk was zonder enige vorm van rijksbemoeienis: zonder aanpassing van wet- of regelgeving, oprichting van een Consultatief Orgaan op rijksniveau, of extra kosten. Alleen als dit onderzoek zou aantonen dat een dergelijke constructie mogelijk was, zou het ministerie bereid zijn ernaar te kijken, waarbij het initiatief en de uitvoering volledig bij de provincies lag.
Naar aanleiding van mediaberichten die suggereerden dat de kans op opwaardering was toegenomen en dat de staatssecretaris zich erover zou buigen, stuurde staatssecretaris Bijleveld in augustus 2007 een brief aan gedeputeerde Gerritsen om de gemaakte afspraken te bevestigen en misverstanden te voorkomen. In deze brief werd tevens benadrukt dat de aanname dat erkenning onder deel III automatisch zou leiden tot meer Europese subsidies incorrect was. Projectfinanciering hing af van projectkwaliteit, niet van de Handvest-status.

### 2008

#### Onderzoek van RUG
Naar aanleiding van de afspraak met staatssecretaris Bijleveld, dat erkenning onder deel III alleen kon worden overwogen als het zonder rijksinspanningen mogelijk zou zijn, werd er in 2008 door de betrokken provincie- en gemeentebesturen opdracht gegeven aan de vakgroep bestuursrecht en bestuurskunde van de Rijksuniversiteit Groningen om een rapport uit te brengen over een pragmatische uitwerking van deel III. Dit resulteerde in het rapport Nedersaksisch waar het kan (Herweijer et al., 2008). Het rapport concludeerde dat aan het minimum van 35 vereisten voor Deel III kon worden voldaan met 37 concrete beleidsambities, die grotendeels voortbouwden op bestaand beleid en geen wijziging van nationale wet- en regelgeving vereisten. Deze ambities konden volgens het rapport grotendeels door de decentrale overheden zelf worden uitgevoerd, al vereiste artikel 9 (rechterlijke autoriteiten) speciale aandacht.

### 2009
Op 8 april 2009 vond er een ambtelijk overleg plaats tussen het Ministerie van Binnenlandse Zaken en Koninkrijksrelaties (BZK) en vertegenwoordigers van de provincies Groningen, Drenthe en Overijssel over het voornemen deel III van het Europees Handvest voor regionale talen of talen van minderheden van toepassing te verklaren op het Nedersaksisch. Naar aanleiding hiervan werd op 10 april een interne nota opgesteld ter advisering van de minister, vooruitlopend op een formeel verzoek van de provincies dat in juni of juli werd verwacht.
De nota stelde dat een erkenning onder deel III een hoger beschermingsniveau met bijbehorende consequenties impliceert, en uitte ambtelijke twijfel over de bereidheid en het vermogen van de provincies om hieraan via de voorgestelde 'light-constructie' te voldoen. Er werd gewaarschuwd dat de Raad van Europa bij eventuele tekortkomingen de Rijksoverheid (met name OCW en Justitie) verantwoordelijk zou houden, aangezien de Raad van Europa geen puur decentrale monitoring en verantwoordelijkheid erkent. Dit werd als een reëel risico gezien, mede gelet op eerdere kritiek op het rijksbeleid onder deel II. De nota adviseerde daarom "grote terughoudendheid": ofwel de opwaardering uitstellen omdat de beleidsinspanningen nog niet voldeden (optie 1), ofwel een tussenstap nemen waarbij de provincies eerst conform Deel III-normen zouden rapporteren ter beoordeling door de Raad van Europa (optie 2).

De toenmalige minister van Binnenlandse Zaken en Koninkrijksrelaties onderschreef de geadviseerde terughoudendheid (optie 1), maar vond de voorgestelde formulering ("ambitie verwelkomen, maar opwaardering uitstellen") niet bepaald terughoudend. De toenmalige staatssecretaris van BZK, Ank Bijleveld, die in 2007 de voorwaarde van een decentrale aanpak zonder rijkslasten had gesteld, merkte op dat het RUG-onderzoek uit 2008 was uitgevoerd om aan haar voorwaarde te voldoen. Ze beschouwde de geschetste risico's van kritiek op het Rijk in de context van de monitoring door de Raad van Europa als "zwaar overdreven" en "overdreven allemaal". In reactie op de ambtelijke toelichting op de kritiek van de Raad van Europa merkte ze op dat het Rijk zelf ook helemaal niks deed voor het Nedersaksisch. Ze suggereerde om de "enthousiaste club" het voordeel van de twijfel te geven.